# M'Sara
M'Sara (em árabe: أمصارة) é uma cidade e comuna localizada na província de Khenchela, Argélia. Segundo o censo de 2008, a população total da cidade era de 4 104 habitantes.